# Cyclosa andinas
Cyclosa andinas Levi, 1999 è un ragno appartenente alla famiglia Araneidae.

## Etimologia
Il nome proprio della specie sembrerebbe derivare dall'aggettivo andinus, cioè relativo alle Ande e in effetti la località di rinvenimento è nei pressi dei contrafforti iniziali della Cordigliera delle Ande; il descrittore, però, nel suo lavoro, annota che andinas è stato frutto di una scelta di lettere a caso.

## Caratteristiche
Rinvenuto un singolo esemplare femmina di dimensioni: cefalotorace lungo 1,7mm, largo 1,2mm; opistosoma lungo 4,0mm.

## Distribuzione
La specie è stata reperita in Colombia e Ecuador: gli esemplari colombiani sono stati rinvenuti a 2200m di altitudine, nel territorio del comune di Palmira.

## Tassonomia
Al 2013 non sono note sottospecie e dal 1999 non sono stati esaminati nuovi esemplari.